# Cletodes reyssi
Cletodes reyssi är en kräftdjursart som beskrevs av Jacques Soyer 1964. Cletodes reyssi ingår i släktet Cletodes och familjen Cletodidae. Inga underarter finns listade i Catalogue of Life.